# 3월 1일
3월 1일은 그레고리력으로 대한민국 삼일절이자 60번째(윤년일 경우 61번째) 날이다.

## 사건
- 기원전 752년 - 로물루스가 주최한 축제(Neptune Equester)에서 로마인들이 손님으로 온 사비니 여인을 습격하여 납치(The Rape of the Sabine Women)하다.
- 기원전 86년 - 로마 공화정 군대의 수장 루키우스 코르넬리우스 술라가 아테네에 입성, 미트리다테스 6세의 지원을 받은 폭군 아리스티온(Aristion)을 제거하다.
- 492년 - 교황 젤라시오 1세가 임기를 시작하다.
- 705년 - 교황 요한 7세, 86대 로마 교황으로 취임.
- 926년 - 발해 멸망
- 1565년 - 리우데자네이루가 세워지다.
- 1627년 - 정묘호란 발발.
- 1803년 - 오하이오주가 미국의 17번째 주가 되었다.
- 1867년 - 네브래스카주가 미국의 37번째 주가 되었다.
- 1896년 - 아두와 전투에서 에티오피아가 이탈리아를 격파하면서 1차 에티오피아-이탈리아 전쟁이 끝나다.
- 1917년 - 미국 정부가 소위 치머만 전보를 공개하다.
- 1919년 - 3·1 운동: 일제강점기 조선의 독립운동가들이 오후 2시 30분 탑골공원에서 조선의 독립을 선언하고 학생들이 독립 선언서를 낭독함.
- 1932년 - 일본 관동군이 1931년 9월 '만주사변'으로 만주를 점거한 뒤 '만주국' 건국을 선언.
- 1936년 - 후버 댐이 완공되다.
- 1947년 - IMF 협정이 발효되어 국제 통화 기금(IMF)이 업무를 개시하다.
- 1952년 - 2차대전 이후 영국이 점령하고 있던 북해의 섬 헬골란트섬을 독일에 반환하다.
- 1954년 - 일본의 참치잡이 어선 제5 후쿠류마루가 미국의 수소 폭탄 실험에 의해 방사능에 오염되다.
- 1956년 - 동독군 창설.
- 1974년 - 미국에서 워터게이트 사건 발생.
- 1995년 - 케이블TV를 정식 개국.
- 1999년 - 오타와 협약 발효.
- 2006년 - 철도노조 총파업을 단행하다.
- 2010년 - 2010년 삼일절 사이버 공격이 일어났다.
- 2022년 - 방역패스가 중단되었다.

## 문화
- 1946년 - 대한국제항공사 창립.
- 1955년 - 대한민국 육군본부, 대구서 서울로 이전하다.
- 1969년 - 대한항공 창립.
- 1995년 - 대한민국의 매일경제TV MBN, 중앙방송, YTN, Q채널(現 JTBC2), KM, KTV 국민방송, 가톨릭평화방송, BTN불교TV, CMTV, Mnet, KMTV, DCN(現 OCN), 캐치원(現 캐치온) 등의 케이블 TV 방송국들이 개국하였다.
  - 서울시 구로구의 남동부와 경기도 광명시의 일부 지역이 합쳐져 금천구로 분리독립했다.
- 1996년
  - 경기도 용인군 일원이 용인시로 승격.
  - 충청남도 논산군 일원이 논산시로 승격
  - 일제강점기 1941년부터 사용되었던 국민학교란 명칭이 초등학교로 바뀌다.
- 2002년 - 대한민국의 CBS기독교방송, 제3영화채널(현 엠플렉스), SKY바둑(현K-바둑) 등의 디지털위성방송 스카이라이프 개국.
- 2003년 - 부산청년포럼(창립대표 하승무) 창립.
- 2004년 - 서울방송(SBS)이 양천구 목동에서 신사옥 시대를 시작.
- 2007년 - 대한민국의 법률방송 개국.
- 2015년 - 대한민국의 매일경제TV, BTN라디오 개국.
- 2016년 - 대한민국의 JTBC2 개국.
- 2019년 - 3.1 운동 100주년이다. (이 날은 우리나라 국민 모두 감사해야 하는 날이다.)
- 2021년 - 대한민국의 YTN2, MG소비자TV 개국.

## 탄생
- 1445년 - 이탈리아의 화가 산드로 보티첼리. (~1510년)
- 1633년 - 조선의 문신, 시인 이서우. (~1709년)
- 1810년 - 폴란드의 작곡가 프레데리크 쇼팽. (~1849년)
- 1821년 - 조선의 가톨릭 신부 최양업. (~1861년)
- 1858년 - 독일의 사회학자 게오르크 지멜. (~1918년)
- 1879년 - 미국의 수학자 로버트 대니얼 카마이클. (~1967년)
- 1892년 - 일본의 소설가 아쿠타가와 류노스케. (~1927년)
- 1901년 - 대한민국의 독립운동가, 최초 여성 비행사 권기옥. (~1988년)
- 1904년 - 독일계 미국인, 트럼본 연주자이자 스윙 재즈의 대가 글렌 밀러. (~1944년)
- 1908년 - 일본의 야구 선수 와카바야시 다다시. (~1965년)
- 1914년 - 미국의 작가 랠프 엘리슨. (~1994년)
- 1921년 - 대한민국의 군인 최영희. (~2006년)
- 1922년 - 이스라엘의 제17,25대 총리, 정치인 이츠하크 라빈. (~1995년)
- 1927년 - 미국의 음악가 해리 벨라폰테. (~2022년)
- 1933년 - 대한민국의 출판인, 정치가 방일홍. (~2017년)
- 1934년
  - 대한민국의 정치학자 겸 교육인 김민하.
  - 대한민국의 영화배우 윤일봉.
- 1928년 - 프랑스의 영화감독 자크 리베트. (~2016년)
- 1930년 - 프랑스의 작곡가 피에르 막스 뒤부아. (~1995년)
- 1940년 - 대한민국의 시인 이근배.
- 1941년 - 대한민국의 배우 주현.
- 1942년
  - 대한민국의 배우 강민호.
  - 대한민국의 교통 출신 정치인 권영우. (~2006년)
- 1943년 - 일본의 체조인 나카야마 아키노리. (~2025년)
- 1944년
  - 대한민국의 사회운동가 제정구. (~1999년)
  - 대한민국의 공무원 이재정.
- 1945년 - 미국의 배우 더크 베네딕트.
- 1947년 - 대한민국의 드라마 작가 홍승연. (~2021년)
- 1949년 - 대한민국의 성우 김명수.
- 1950년 - 대한민국의 배우 조재훈. (~2007년)
- 1952년 - 영국의 전 축구 선수, 현 축구 감독 마틴 오닐.
- 1954년 - 미국의 배우, 영화 감독 론 하워드. (~2020년)
- 1955년 - 대한민국의 기업인 정인식.
- 1956년 - 대한민국의 정치인, 경기도의원 의회 서형열.
- 1959년 - 대한민국의 교수 한상희.
- 1960년
  - 대한민국의 축구 지도자 김학범.
  - 대한민국의 지방의회 임재구. (~2020년)
- 1962년
  - 대한민국의 전 축구 선수 김영규.
  - 대한민국의 언론인 김진수.
- 1963년 - 이탈리아의 권투 선수 안젤로 무소네.
- 1964년 - 스페인의 축구 심판 루이스 메디나 칸탈레호.
- 1965년
  - 대한민국의 정치인 이재관.
  - 대한민국의 전 축구 선수 현 축구 감독 황보관.
- 1966년 - 미국의 영화감독 잭 스나이더.
- 1967년
  - 네덜란드의 전 축구 선수, 현 축구 감독 아론 빈터르.
  - 미국의 배우 조지 이즈.
  - 대한민국의 성우 김미정.
- 1968년
  - 대한민국의 전 야구 선수 염경엽.
  - 대한민국의 정치인 이영훈.
- 1969년 - 스페인의 배우 하비에르 바르뎀.
- 1970년
  - 일본의 배우 나카야마 미호. (~2024년)
  - 대한민국의 전 야구 선수, 현 야구 코치 정민태.
- 1971년
  - 대한민국의 배우 마동석.
  - 대한민국의 성우 최재호.
- 1972년 - 대한민국의 정치학자 김지윤.
- 1973년
  - 대한민국의 배우 김혜은.
  - 대한민국의 전 야구 선수 곽채진.
  - 캐나다의 기타리스트 라이언 피크.
- 1974년 - 이탈리아의 작가 피에르도메니코 바칼라리오.
- 1976년
  - 대한민국의 가수, 배우 김준희.
  - 대한민국의 야구 선수 주형광.
  - 대한민국의 펜싱 선수, 기업인 고영태.
- 1977년 - 대한민국의 야구 선수 송신영.
- 1978년
  - 일본의 성우 노가와 사쿠라.
  - 대한민국의 배우 오승현.
  - 미국의 배우 젠슨 애클스.
  - 대한민국의 배우 지건우. (~2023년)
- 1979년 - 대한민국의 전 가수 김형철. (Uno)
- 1980년
  - 미국의 기업인 마크 테토.
  - 대한민국의 배우 김주헌.
  - 대한민국의 가수 연규성.
- 1981년
  - 대한민국의 전직 스타크래프트 프로게이머 김동수.
  - 지바현의 작곡가 시미즈 다쓰야.
  - 대한민국의 성우 강시현.
- 1982년
  - 대한민국의 모델, 배우 김민희.
  - 대한민국의 희극인 신종령.
  - 대한민국의 아나운서 최현호.
  - 러시아의 배구 선수 알렉산드르 소콜로프.
- 1983년
  - 케냐와 멕시코의 배우 루피타 뇽오.
  - 대한민국의 배우 황지현.
  - 대한민국의 가수 권정열.
  - 대한민국의 배우 백승우.
  - 대한민국의 배우 이호연.
- 1984년 - 대한민국의 야구 선수 정현석.
- 1985년
  - 대한민국의 양궁 선수 윤옥희.
  - 대한민국의 펜싱 선수 강영미.
  - 대한민국의 전 야구 선수 남찬섭.
  - 독일의 전 축구 선수 안드레아스 오틀.
- 1986년
  - 대한민국의 아나운서 차유나.
  - 대한민국의 배우 문지인.
- 1987년
  - 미국의 가수 케샤.
  - 대한민국의 가수 김그림.
  - 대한민국의 야구 선수 김동길.
  - 캐나다의 프로레슬링 선수 카일 오라일리.
- 1988년
  - 대한민국의 야구 선수 양현종 (KIA 타이거즈).
  - 대한민국의 야구 선수 이상화 (롯데 자이언츠).
- 1989년 - 멕시코의 축구 선수 카를로스 벨라.
- 1990년
  - 대한민국의 트라이애슬론 선수 허민호.
  - 대한민국의 사격 선수 송종호.
- 1991년
  - 대한민국의 축구 선수 박준희.
  - 중화인민공화국의 프리스타일 스키 선수 자쭝양.
  - 일본의 아이돌 나리타 리사.
- 1992년
  - 대한민국의 배우 김소혜.
  - 세네갈의 축구 선수 에두아르 멘디.
- 1993년
  - 대한민국의 가수 원호 (몬스타엑스).
  - 대한민국의 인터넷 방송인 킹기훈.
  - 스페인의 축구 선수 후안 베르나트.
  - 일본의 야구 선수 이시다 겐타.
- 1994년
  - 대한민국의 가수 박보람. (~2024년)
  - 일본의 배우 아카소 에이지.
  - 캐나다의 싱어송라이터, 멀티 악기연주자 저스틴 비버.
- 1995년 - 대한민국의 가수 이준용.
- 1996년 - 대한민국의 가수 별은.
- 1997년
  - 대한민국의 가수 준 (유키스, 유앤비).
  - 대한민국의 배구 선수 김정호.
  - 이스라엘의 체조 선수 아르템 돌고피아트.
- 1998년 - 중화인민공화국의 배드민턴 선수 천위페이.
- 1999년 - 대한민국의 리그 오브 레전드 프로게이머 비디디.
- 2000년
  - 대한민국의 야구 선수 윤수녕.
  - 이집트의 근대5종 선수 아흐마드 알진디.
- 2002년 - 일본의 가수 미쿠.
- 2003년
  - 미국의 배우 밀리센트 시먼스.
  - 대한민국의 유튜버 최준희.

### 미상
- 대한민국의 가수 명지수.

## 사망
- 991년 - 제64대 일본의 천황 엔유 천황. (959년~)
- 1792년 - 신성 로마 제국의 황제 헝가리와 보헤미아의 왕 레오폴트 2세. (1747년~)
- 1892년 - 미국의 정치인 윌리엄 우즈 홀든. (1818년~)
- 1924년 - 스웨덴의 수학자 헬리에 본 코크. (1890년~)
- 1976년 - 대한민국의 정치인 정문흠. (1892년~)
- 1980년 - 영국의 축구 선수 딕시 딘. (1907년~)
- 1983년 - 미국의 정치인 밀드레드 팩스턴 무디. (1897년~)
- 1995년 - 독일의 생물학자, 노벨 생리학·의학상 수상자 게오르게스 J. F. 쾰러. (1946년~)
- 2010년 - 대한민국의 로마 가톨릭교회 주교 김옥균. (1925년~)
- 2011년 - 대한민국의 성우 백순철. (1958년~)
- 2014년 - 프랑스의 영화 감독 알랭 레네. (1922년~)
- 2019년
  - 대한민국의 의사 조운해. (1925년~)
  - 러시아의 물리학자 조레스 알표로프. (1930년~)
  - 아일랜드의 건축가 케빈 로치. (1922년~)
- 2020년
  - 대한민국의 군인 박구일. (1934년~)
  - 미국의 기업인 잭 웰치. (1935년~)
- 2022년
  - 대한민국의 화가 김병기. (1916년~)
  - 미국의 영화배우 콘래드 제니스. (1928년~)
- 2023년
  - 미국의 영화배우 테드 도널드슨. (1933년~)
  - 오스트리아의 예술가 페터 바이벨. (1944년~)
  - 프랑스의 축구 선수 쥐스트 퐁텐. (1933년~)
- 2024년
  - 미국의 패션디자이너 아이리스 아펠. (1921년~)
  - 대한민국의 배우 오현경. (1936년~)
  - 일본의 만화가 토리야마 아키라. (1955년~)
- 2025년
  - 이탈리아의 축구인 툴리오 라네세. (1947년~)
  - 일본의 사업가 미노몬타. (1944년~)
  - 미국의 싱어송라이터 앤지 스톤. (1961년~)

## 기념일
- 대한민국의 3·1절
- 무스타파 바르자니(Mustafa Barzani) 추모일: 쿠르드 자치구
- 구 동독의 국가 인민군의 날
- 보스니아 헤르체고비나의 독립 기념일
- 돼지의 날(National Pig Day): 미국
- 세계 민방위의 날(World Civil Defence Day)

## 같이 보기
- 전날: 2월 28일(2월 29일) 다음날: 3월 2일 - 전달: 2월 1일 다음달: 4월 1일
- 음력: 3월 1일
- 모두 보기